# Лишня (Ровненская область)
Лишня (укр. Лішня) — село в Демидовской поселковой общине Дубенского района Ровненской области Украины.
До 2020 года входило в Демидовский район.
Население по переписи 2001 года составляло 961 человек. Почтовый индекс — 35209. Телефонный код — 3637. Код КОАТУУ — 5621455306.